# Actinopus cucutaensis
Actinopus cucutaensis är en spindelart som beskrevs av Cândido Firmino de Mello-Leitão 1941. 
Actinopus cucutaensis ingår i släktet Actinopus och familjen Actinopodidae. Artens utbredningsområde är Colombia. Inga underarter finns listade i Catalogue of Life.